# Fachtna O'Driscoll
Pour les articles homonymes, voir O'Driscoll.
Fachtna O'Driscoll, né le 10 février 1954 à Rathcormac (comté de Cork, diocèse de Cloyne) est un prêtre catholique irlandais, supérieur général de la Société des missions africaines de 2013, à 2019.

## Biographie
Fachtna O'Driscoll a deux frères et deux sœurs ; il est éduqué à l'école locale, puis poursuit ses études secondaires à St. Colman's (Fermoy), avant d'entrer en 1971 à la Société des missions africaines qui l'envoie étudier à sa maison d'études du Maynooth College. Dès sa jeunesse, c'est un sportif accompli : il joue pour les Bride Rovers GAA de Cork  et il représente le collège de Maynooth, gagnant des médailles à la Fitzgibbon Cup (hurling) et à la Devine Cup (football).
Fachtna O'Driscoll  est ordonné prêtre en 1979, puis il est envoyé servir au Nigeria, où il demeure six ans dans le diocèse d'Ekiti, apprenant le yoruba. Ensuite, il est envoyé aux États-Unis pour compléter son études au Boston College. Son frère aîné, Gus, est aussi prêtre de la Société des missions africaines et sert aux Philippines. Le P. Fachtna O'Driscoll devient recteur du Maynooth College.
En 2001, il est élu supérieur provincial pour la province d'Irlande et réélu en 2006. Le 20 avril 2013, il est élu par le chapitre général à Rome comme supérieur général de sa congrégation. La Société comprend plus de huit cents prêtres en 2017. En mai 2019, il laisse la place au P. Antonio Porcellato, de nationalité italienne.